# Homosexualität in Monaco

Geografische Lage von Monaco

Homosexualität in Monaco ist gesellschaftlich weitgehend akzeptiert.

## Rechtliche und gesellschaftliche Lage
Homosexuelle Handlungen sind seit 1793 in Monaco legal. Das Schutzalter liegt einheitlich bei 16 Jahren. Ein Antidiskriminierungsgesetz zum Schutz der sexuellen Orientierung besteht in Monaco nicht. In Monaco ist keine gleichgeschlechtliche Ehe gesetzlich zugelassen. Ende Oktober 2016 verabschiedete das Parlament von Monaco einen Gesetzentwurf, der für gleich- und verschiedengeschlechtliche Paare ein Partnerschaftsinstitut erlaubt. Der Gesetzentwurf bedarf zum Inkrafttreten der Zustimmung der Regierung. Im April 2018 befürwortete die Regierung den Gesetzentwurf für ein Lebenspartnerschaftsinstitut. Am 4. Dezember 2019 wurde der Gesetzentwurf schließlich vom Parlament verabschiedet und trat Mitte 2020 in Kraft.
Eine homosexuelle Gemeinschaft findet sich aufgrund der geringen Bevölkerungszahl in Monaco nur in kleinem Umfang und ist viel eher im benachbarten Frankreich in nahegelegenen Städten wie Marseille, Nizza und Lyon zu finden.